# Pseudocrangonyx birsteini
Pseudocrangonyx birsteini is een vlokreeftensoort uit de familie van de Pseudocrangonyctidae. De wetenschappelijke naam van de soort is voor het eerst geldig gepubliceerd in 1999 door Labay.